# Gabriel Bitar
Gabriel Walid Bitar (Ottawa, 23 agosto 1998) è un calciatore libanese con cittadinanza canadese, centrocampista o ala dello York Utd e della nazionale libanese.

## Carriera

### Club
Ha giocato nella prima divisione canadese ed in quella libanese.

### Nazionale
Di origini libanesi, ha esordito con la nazionale mediorientale il 30 dicembre 2022, nell'amichevole persa per 1-0 contro gli Emirati Arabi Uniti. Nel 2024 è stato convocato per la Coppa d'Asia.

## Statistiche

### Cronologia presenze e reti in nazionale
| Cronologia completa delle presenze e delle reti in nazionale ― Libano | Cronologia completa delle presenze e delle reti in nazionale ― Libano | Cronologia completa delle presenze e delle reti in nazionale ― Libano | Cronologia completa delle presenze e delle reti in nazionale ― Libano | Cronologia completa delle presenze e delle reti in nazionale ― Libano | Cronologia completa delle presenze e delle reti in nazionale ― Libano | Cronologia completa delle presenze e delle reti in nazionale ― Libano | Cronologia completa delle presenze e delle reti in nazionale ― Libano |
| Data                                                                  | Città                                                                 | In casa                                                               | Risultato                                                             | Ospiti                                                                | Competizione                                                          | Reti                                                                  | Note                                                                  |
| --------------------------------------------------------------------- | --------------------------------------------------------------------- | --------------------------------------------------------------------- | --------------------------------------------------------------------- | --------------------------------------------------------------------- | --------------------------------------------------------------------- | --------------------------------------------------------------------- | --------------------------------------------------------------------- |
| 30-12-2022                                                            | Dubai                                                                 | Emirati Arabi Uniti                                                   | 1 – 0                                                                 | Libano                                                                | Amichevole                                                            | -                                                                     | 81’                                                                   |
| 28-12-2023                                                            | Tripoli                                                               | Libano                                                                | 2 – 1                                                                 | Giordania                                                             | Amichevole                                                            | -                                                                     | 70’                                                                   |
| 12-1-2024                                                             | Doha                                                                  | Qatar                                                                 | 3 – 0                                                                 | Libano                                                                | Coppa d'Asia 2023 - 1º turno                                          | -                                                                     | 80’                                                                   |
| Totale                                                                |                                                                       | Presenze                                                              | 3                                                                     |                                                                       | Reti                                                                  | 0                                                                     |                                                                       |